# 誘発
| ウィキペディアには「誘発」という見出しの百科事典記事はありません（タイトルに「誘発」を含むページの一覧/「誘発」で始まるページの一覧）。 代わりにウィクショナリーのページ「誘発」が役に立つかもしれません。 |